# Rose Fostanes
Rose "Osang" Fostanes (hebreo: רוז אוסנג פוסטאנס; nacida el 2 de enero de 1967). Es una cantante de género pop, r&b y soul filipina que reside en Israel, who won the first season of The X Factor Israel.  fue ganadora de un concurso de canto de "The X Factor Israel". Rose Fostanes atrajo la atención internacional en octubre del 2013, cuando ella participó como concursante en "X Factor Israel", interpretando su tema musical titulado "This Is My Life" o "Esta es mi vida" por Shirley Bassey. 

## Biografía
Rose Fostanes nació en Taguig, Filipinas. A la edad de 23 años, salió del país para trabajar como cuidadora extranjera. Rose Fostanes llegó a Israel en el 2008 para trabajar cuidando a una mujer enferma de unos 50 años de edad.  Ella se ha declarado abiertamente lesbiana.
Rose Fostanes fue la vocalista de una banda que lleva a cabo una pequeña presentación en bar en Neve Sha'anan, en Tel Aviv. 

## Carrera
Rose Fostanes ingresó a una audición de Factor X, el 26 de octubre de 2013, interpretando una canción de Shirley Bassey titulado "This Is My Life" o "Esta es mi vida." Ella recibió un voto por el "sí" de los cuatro jueces. Roase Fostanes recibió una ovación de pie de todos los concursantes. Ella llegó al top 20 y fue asignada por Shiri Maimon como su mentora.
El 23 de noviembre de 2013, Rose Fostanes realizó en un evento de caridad denominado, "Concert For A Cause Para Typhoon Yolanda" en Haifa, Israel, organizado por la Organización de la OFW en Israel. El evento recaudó fondos para las víctimas del tifón Yolanda en su país Filipinas.
Debido a las condiciones de su visa, Rose Fostanes no pudo realizar su pago en Israel. Esto fue cambiado el 20 de enero de 2014 cuando se le concedió una licencia a cantar en Israel.

### Logros
| Espectáculo     | Canción                | Artista            | Resultado                  |
| --------------- | ---------------------- | ------------------ | -------------------------- |
| Audition        | "This Is My Life"      | Shirley Bassey     | Advanced to bootcamp       |
| Bootcamp Top 80 | "You and I"            | Lady Gaga          | Continued in bootcamp      |
| Bootcamp Top 40 | "Purple Rain"          | Prince             | Advanced to Judge's house  |
| Judge's house   | "The Best"             | Bonnie Tyler       | Continued in Judge's house |
| Judge's house   | "Without You"          | Badfinger          | Advanced to live shows     |
| Top 12          | "Beautiful"            | Christina Aguilera | Safe                       |
| Top 11          | "Valerie"              | The Zutons         | Safe                       |
| Top 10          | "I (Who Have Nothing)" | Ben E. King        | Safe                       |
| Top 9           | "Born This Way"        | Lady Gaga          | Safe                       |
| Quarter-final   | "Bohemian Rhapsody"    | Queen              | Safe                       |
| Semifinal       | "Because of You"       | Kelly Clarkson     | Safe                       |
| Final           | "My Way"               | Frank Sinatra      | Winner                     |